# 岡敬純
岡 敬純（おか たかずみ、1890年〈明治23年〉2月11日 - 1973年〈昭和48年〉12月4日）は、日本の海軍軍人。海兵39期、海大21期。海軍中将従三位勲二等功四級。

## 経歴
大阪府で生まれる。攻玉社を経て、海軍兵学校に入学。中尉の頃から潜水艦勤務が多く、潜水艦艦長、潜水学校教官などを歴任する。
海軍大学校首席卒業（詳細は海軍大学校卒業生一覧#甲種21期を参照）、その後軍令部勤務、海軍省臨時調査課長、ジュネーヴ会議全権随員、軍務局第一課長などの中央の勤務が多く、その間の海上勤務は潜水母艦「迅鯨」の艦長くらいである。なお、軍務局第一課長の時には、部下に大のドイツ贔屓といわれた神重徳が、上司の軍務局長には大のドイツ嫌いの井上成美がいた。
1940年（昭和15年）の軍務局長就任と同時に、「陸軍が政策を掲げて海軍に圧力を掛けてくる。海軍はそれまで、それに対応出来なかった。どうしてもここで、陸軍に対応する政策担当者を作らなければならぬ。さもなくば、日本がどちらに持っていかれるかわからぬ」と発言し、軍務局を改編し第二課に国防政策を担当させた。この時第二課長に任命したのが、同郷かつ攻玉社の4年後輩の石川信吾である。岡は石川が二・二六事件の際予備役編入となるのを救ったという経緯もあった。強硬な対英米開戦論者だった石川を軍務局第二課長に充てる人事には、親英米派が多く、石川を異端視していた（通称は「不規弾」。一斉射撃の中で、あらぬ方向に飛んでいく砲弾、という意味）海軍部内からは猛烈な反対を受けるが、岡は強硬に押し通し、この頃から岡・石川の二人が海軍の政策を動かす役割を果たすようになった。このことは、岡は日米開戦派であり、親独派であったことを如実に物語るエピソードであると言える。このことから、戦後、木戸幸一が海軍内で最も対米開戦を強硬に主張した人物として名前を挙げたため、A級戦犯に指定された。
その一方で、ハル・ノートを受け取った際には、あまりのショックから「これではいよいよ開戦のほかはない。今日までの苦心も、ついに水の泡である」と涙を流したとも伝えられている。
嶋田繁太郎海軍大臣の辞任に伴い、海軍次官を辞任した沢本頼雄の後任として、繰上りの形で海軍次官に就任するが、東條内閣総辞職を受けて成立した小磯内閣の海相に就任した米内光政は、海軍次官については「岡を一夜にして放逐する」とし井上成美を次官とした。岡は鎮海警備府司令長官として中央から遠ざけられている。その後、1945年（昭和20年）6月20日に予備役へ編入された。
太平洋戦争後、極東国際軍事裁判で終身禁錮の判決を受け服役。いわゆる平和に対する罪のA級戦犯だけでなく、海軍が太平洋戦争中に洋上や島嶼部で起こした虐殺事件について中央で方針決定をしたのではないかとして関与が疑われ、BC級の一般の戦争犯罪の罪にも問われていた。こちらに該当すれば死刑もあり得たが、「証拠はいくつかあるものの刑事責任を問えるまでの基準に達するものではない」として、こちらについては無罪となった。東京裁判の判決でオランダのレーリンク判事は全般的に中間的立場に立って多数派に対し少数意見を書いているが、岡については死刑であるべきだったとの立場をとっている。
1954年に仮釈放されているが、その後は亡くなるまで公的な場所に現れることは殆どなかった。裁判における個人判決文は、岡に対するものが最も短かった。
1958年以降、法務省によって行われた聞き取り調査に答えて、太平洋戦争の結果としてアジアの植民地が独立したと考えるのは自己満足に過ぎぬと指摘した。

## 人物
岡は海大では恩賜組であったが、俗に言う秀才タイプではなく、軍人としては体が脆弱で、温厚素朴な人柄であったと伝えられている。また、巧みな交渉術を持ち、会議・交渉の取り纏めに長けていることでも知られていたことから、戦場などの第一線にはあまり出ず、海軍省などの中央部に留まり続け、昇進を果たし続けてきたのも、前述の様な性格・体・素質に起因すると言う説もある。生涯独身だった。

## 年譜
- 1911年7月18日 - 海軍兵学校卒業（39期）。同期に、伊藤整一・高木武雄。
- 1912年12月1日 - 海軍少尉に任官。
- 1914年12月1日 - 海軍中尉に進級。
- 1917年12月1日 - 海軍大尉に進級。海大乙種学生。
- 1921年12月1日 - 海大甲種学生
- 1923年
  - 10月15日 - 海軍大学校卒業（21期主席）。
  - 12月1日 - 海軍少佐に進級。
- 1924年5月20日 - フランス駐在。
- 1928年12月10日 - 海軍中佐に進級。
- 1932年10月25日 - ジュネーヴ会議全権随員。
- 1933年11月15日 - 海軍大佐に進級。
- 1936年12月1日 - 潜水母艦迅鯨艦長。
- 1938年1月15日 - 海軍省軍務局第一課長。
- 1939年
  - 10月10日 - 軍令部第三部長。
  - 11月15日 - 海軍少将に進級。
- 1940年10月15日 - 海軍省軍務局長。
- 1942年11月1日 - 海軍中将に進級。
- 1944年
  - 7月18日 - 海軍次官（-8月4日）。
  - 9月9日 - 鎮海警備府司令長官。
- 1945年6月20日 - 予備役編入。

## 栄典
位階
- 1913年（大正2年）2月10日 - 正八位[4]
- 1915年（大正4年）2月10日 - 従七位[4]
- 1918年（大正7年）1月30日 - 正七位[4]
- 1923年（大正12年）3月30日 - 従六位[4]
- 1928年（昭和3年）8月1日 - 正六位[4]
- 1933年（昭和8年）9月1日 - 従五位[4]
- 1938年（昭和13年）9月15日 - 正五位[4]
- 1942年（昭和17年）12月1日 - 従四位[4]
- 1944年（昭和19年）12月15日 - 正四位[4]

勲章等
- 1915年（大正4年）11月7日 - 勲六等瑞宝章[4]
- 1919年（大正8年）12月25日 - 勲五等瑞宝章[4]
- 1920年（大正9年）11月1日 - 勲四等瑞宝章[4]
- 1929年（昭和4年）11月28日 - 勲三等瑞宝章[4]
- 1931年（昭和6年）10月31日 - 銀杯一個[4]
- 1934年（昭和9年）4月29日 - 旭日中綬章[4]
- 1940年（昭和15年）4月29日 - 勲二等瑞宝章・功四級金鵄勲章[4]

外国勲章佩用允許
- 1940年（昭和15年）2月9日 - ドイツ国： ドイツ鷲勲章一等功労十字章[5]
- 1943年（昭和18年）6月2日 - 中華民国政府：特級同光勲章[6]
- 1943年（昭和18年）9月11日 - ドイツ国：ドイツ鷲勲章功労十字星章[7]
- 1944年（昭和19年）6月23日 - 満州国国勢調査紀念章[8]